# Schwache Konvergenz (Maßtheorie)
Die schwache Konvergenz ist ein Begriff der Maßtheorie, einem Teilgebiet der Mathematik, das sich mit verallgemeinerten Längen- und Volumenbegriffen beschäftigt. Die schwache Konvergenz ist ein Konvergenzbegriff für endliche Maße und enthält als Spezialfall die Konvergenz in Verteilung der Wahrscheinlichkeitstheorie. Eine Abwandlung für Maße auf Funktionenräumen ist die fdd-Konvergenz.

## Definition
Sei {\displaystyle (X,d)} ein metrischer Raum und {\displaystyle {\mathcal {B}}(X)} die Borelsche σ-Algebra sowie {\displaystyle {\mathcal {M}}_{f}^{+}(X)} die Menge der endlichen Maße auf dem Messraum {\displaystyle (X,{\mathcal {B}}(X))}. Seien {\displaystyle \mu ,\mu _{n}} aus {\displaystyle {\mathcal {M}}_{f}^{+}(X)}. Ist
{\displaystyle \lim _{n\to \infty }\int _{X}f\mathrm {d} \mu _{n}=\int _{X}f\mathrm {d} \mu }
für alle beschränkten stetigen Funktionen {\displaystyle f}, so heißt {\displaystyle (\mu _{n})_{n\in \mathbb {N} }} schwach konvergent gegen {\displaystyle \mu }. Man schreibt dann auch {\displaystyle \mu _{n}\rightarrow \mu } schwach, {\displaystyle \mu _{n}{\xrightarrow[{}]{w}}\mu } oder {\displaystyle \mu =w{\text{-}}\!\lim _{n\to \infty }\mu _{n}}. Das „w“ steht hier für „weakly“.

## Motivation zur Definition
Intuitiv würde man von einer Folge von Maßen {\displaystyle (\mu _{n})_{n\in \mathbb {N} }} sagen, dass sie gegen {\displaystyle \mu } konvergiert, wenn
{\displaystyle \lim _{n\to \infty }\mu _{n}(A)=\mu (A)}
für jede Menge {\displaystyle A} aus der betrachteten σ-Algebra gilt. Setzt man nun aber beispielsweise auf dem Messraum {\displaystyle (\mathbb {R} ,{\mathcal {B}}(\mathbb {R} ))} als Folge von Maßen 
{\displaystyle \mu _{n}(A)=\delta _{\tfrac {1}{n}}(A)}
die Dirac-Maße jeweils im Punkt {\displaystyle {\tfrac {1}{n}}}, so würde man „intuitiv“ erwarten, dass die Folge gegen {\displaystyle \delta _{0}}, das Dirac-Maß im Punkt {\displaystyle 0}, konvergiert. Dies ist aber nicht der Fall, wie man beispielsweise an der Menge {\displaystyle A=(-\infty ,0]} erkennt, denn es ist
{\displaystyle \lim _{n\to \infty }\delta _{\tfrac {1}{n}}(A)=0\neq \delta _{0}(A)=1}.
Der Konvergenzbegriff ist also zu stark. Eine äquivalente Formulierung des obigen, intuitiven Konvergenzbegriffes für Folgen von Maßen ist
{\displaystyle \lim _{n\to \infty }\int _{X}f\mathrm {d} \mu _{n}=\int _{X}f\mathrm {d} \mu }
für alle {\displaystyle f\in {\mathcal {L}}^{\infty }(X,{\mathcal {B}}(X),\mu )}, also die wesentlich beschränkten Funktionen. Ausgehend von dieser Charakterisierung sucht man nun schwächere Funktionsklassen {\displaystyle {\mathcal {F}}} und Mengen von Maßen {\displaystyle {\mathcal {M}}}, so dass die obige Gleichung für diese Wahl noch gilt und {\displaystyle {\mathcal {F}}} außerdem eine trennende Familie für {\displaystyle {\mathcal {M}}} ist. Es soll also zusätzlich noch
{\displaystyle \int _{X}f\mathrm {d} \mu =\int _{X}f\mathrm {d} \nu {\text{ für alle }}f\in {\mathcal {F}}\implies \mu =\nu }
gelten. Dies garantiert die Eindeutigkeit des Grenzwertes. Wählt man nun als {\displaystyle {\mathcal {M}}} die endlichen Maße und als {\displaystyle {\mathcal {F}}} die beschränkten stetigen Funktionen, so erhält man die hier beschriebene schwache Konvergenz. Eine andere Wahl der Funktionenklassen und Mengen von Maßen liefert beispielsweise die vage Konvergenz oder die Konvergenz in Verteilung der Stochastik.

## Beziehung zu weiteren Konvergenzarten

### Beziehung zur Konvergenz bezüglich der Totalvariationsnorm
Betrachtet man die Menge der endlichen Maße als Teilmenge des Vektorraumes der endlichen signierten Maße versehen mit der Totalvariationsnorm als Norm, so lassen sich die Konvergenz bezüglich der Totalvariationsnorm und die schwache Konvergenz in Beziehung setzen. Aus der Konvergenz bezüglich der Totalvariationsnorm folgt dann immer die schwache Konvergenz, denn es ist
{\displaystyle \left|\int f\mathrm {d} \mu _{n}-\int f\mathrm {d} \mu \right|\leq \int |f|\mathrm {d} |\mu _{n}-\mu |\leq \|f\|_{\infty }\|\mu _{n}-\mu \|_{TV}}
für alle beschränkten stetigen Funktionen. Hierbei bezeichnet {\displaystyle |\mu |} die Variation und {\displaystyle \|\mu \|_{TV}} die Totalvariationsnorm des Maßes {\displaystyle \mu }.

### Beziehung zur Konvergenz nach Maß
Die Konvergenz nach Maß und die schwache Konvergenz lassen sich über die Konvergenz der Bildmaße verknüpfen: Sind {\displaystyle f_{n},f} messbare Funktionen von einem endlichen Maßraum {\displaystyle (X,{\mathcal {A}},\mu )} in einen separablen metrischen Raum {\displaystyle (Y,d)} mit der entsprechenden borelschen σ-Algebra, und konvergieren die {\displaystyle f_{n}} nach Maß gegen {\displaystyle f}, so konvergieren auf dem Messraum {\displaystyle (Y,{\mathcal {B}}(Y))} die Bildmaße {\displaystyle f_{n}(\mu )} schwach gegen {\displaystyle f(\mu )}.

## Wichtige Sätze und Aussagen
- Das Portmanteau-Theorem zählt verschiedene äquivalente Charakterisierungen der schwache Konvergenz von Maßen auf.
- Nach dem Satz von Helly-Bray ist eine Folge von reellen endlichen Maßen auf {\displaystyle (\mathbb {R} ,{\mathcal {B}}(\mathbb {R} ))} schwach konvergent, wenn die Verteilungsfunktionen schwach konvergieren.
- Allgemein folgt aus der Konvergenz bezüglich der Prochorow-Metrik die schwache Konvergenz. Ist der Grundraum ein separabler Raum, so sind die beiden Konvergenzarten äquivalent.
- Die schwache Konvergenz erhält das Maß der Grundmenge. Dazu setzt man {\displaystyle f\equiv 1} in der Definition. Somit sind schwache Grenzwerte von Folgen von (Sub-)Wahrscheinlichkeitsmaßen wieder (Sub-)Wahrscheinlichkeitsmaße.

## Einordnung
In der Funktionalanalysis versteht man unter schwacher Konvergenz Folgendes: Ausgehend von einem normierten Vektorraum {\displaystyle V} (hier den Raum der signierten Maße, versehen mit der Totalvariationsnorm) bildet man den topologischen Dualraum
{\displaystyle V':=\{T\in \mathbb {K} ^{V}\;|\;T{\text{ ist linear und stetig }}\}}.
Eine Folge {\displaystyle (x_{n})_{n\in N}} in {\displaystyle V} heißt dann schwach konvergent gegen {\displaystyle x\in V}, wenn
{\displaystyle \lim _{n\to \infty }T(x_{n})=T(x){\text{ für alle }}T\in V'}
ist. Im konkreten Fall ist dies äquivalent dazu, dass {\displaystyle (\mu _{n})_{n\in \mathbb {N} }} beschränkt ist und
{\displaystyle \lim _{n\to \infty }\mu _{n}(A)=\mu (A)}
für alle messbaren {\displaystyle A} gilt. Wie oben aber bereits gezeigt wurde, ist dies im Allgemeinen zu stark, nach dem Portmanteau-Theorem gilt es nur für randlose Mengen. Somit ist die hier beschrieben schwache Konvergenz echt schwächer als die schwache Konvergenz im Sinne der Funktionalanalysis.
Tatsächlich entspricht das Konzept der schwachen Konvergenz von Maßen viel eher der Schwach-*-Konvergenz als der schwachen Konvergenz. Dabei geht man wieder von einem normierten Vektorraum {\displaystyle V} aus (dies Mal der Raum der stetigen beschränkten Funktionen, versehen mit der Supremumsnorm) und dem topologischen Dualraum {\displaystyle V'}. Eine Folge {\displaystyle (T_{n})_{n\in \mathbb {N} }} aus dem Dualraum heißt dann schwach-*-Konvergent gegen {\displaystyle T}, wenn gilt
{\displaystyle \lim _{n\to \infty }T_{n}(x)=T(x){\text{ für alle }}x\in V}.
Da aber in diesem konkreten Fall jedes endliche Maß für {\displaystyle f\in C_{b}(X)} durch
{\displaystyle f\mapsto \int f\,\mathrm {d} \mu }
eine stetige Linearform bildet, sind die endlichen Maße auf jeden Fall eine Teilmenge des Dualraumes und die schwache Konvergenz von Maßen ist eine Abwandlung der schwach-*-Konvergenz im Sinne der Funktionalanalysis.

## Schwache Topologie
Die von der schwachen Konvergenz erzeugte Topologie {\displaystyle \tau _{S}} wird die schwache Topologie genannt, auch wenn sie gemäß der obigen Ausführung eher der Schwach-*-Topologie entspricht. Sie ist die gröbste Topologie, so dass für jedes {\displaystyle f\in C_{b}(X)} die Abbildung
{\displaystyle {\mathcal {M}}_{f}^{+}(X)\to \mathbb {R} ,\quad \mu \mapsto \int f\,\mathrm {d} \mu }
stetig ist. Entsprechend den obigen Eigenschaften ist {\displaystyle \tau _{S}} schwächer als die vom Totalvariationsabstand erzeugte Topologie. Auch ist sie auf beliebigen metrischen Räumen schwächer als die von der Prochorow-Metrik erzeugte Topologie {\displaystyle \tau _{P}}. Ist {\displaystyle X} ein separabler metrischer Raum, so ist {\displaystyle \tau _{S}} gleich {\displaystyle \tau _{P}}, da dann die schwache Konvergenz und die Konvergenz bezüglich der Prochorow-Metrik äquivalent sind. Demnach metrisiert in diesem Fall die Prochorow-Metrik die schwache Konvergenz.
Außerdem ist sie hausdorffsch, das heißt, {\displaystyle ({\mathcal {M}}_{f}^{+}(X),\tau _{S})} ist ein Hausdorff-Raum. Eine Umgebungsbasis von {\displaystyle \mu _{0}\in {\mathcal {M}}_{f}^{+}(X)} wird gebildet von
{\displaystyle U_{\epsilon ;f_{1},\dots ,f_{n}}(\mu _{0})=\left\{\mu \in {\mathcal {M}}_{f}^{+}(X)\,{\bigg |}\,\forall j\in \{1,\dots ,n\}\colon \left|\int f_{j}\,\mathrm {d} \mu -\int f_{j}\,\mathrm {d} \mu _{0}\right|<\epsilon \right\}},
wobei die {\displaystyle f_{j}\in C_{b}(X)} sind.